# 阿尔巴诺-迪卢卡尼亚
阿尔巴诺-迪卢卡尼亚（義大利語：Albano di Lucania），是意大利波坦察省的一个市镇。总面积55平方公里，人口1502人，人口密度27.3人/平方公里（2009年）。ISTAT代码为076003。